# Ulf Lindqvist
Ulf Johan Lindqvist, född 12 januari 1934 i Bromma, Stockholm, död 7 februari 2023 i Jönköping, Jönköpings län, var en svensk sångare och skådespelare. Han var bror till sångaren Per Lindqvist.

## Biografi
Ulf Lindqvist filmdebuterade 1957 i Alf Kjellins Sjutton år. Debuten följdes av Jazzgossen (1958), Guldgrävarna och Fly mej en greve (båda 1959). År 1963 medverkade Lindqvist i Melodifestivalen, där han framförde bidraget "Rosen och vinden" i den första omgången. År 1967 dubbade han en elefantröst till Djungelboken. Under 1970- och 1980-talen medverkade han i TV-produktionerna Gyllene år (1975), Hem till byn (1976), Koillisväylä (1979) och Sparvöga (1989).

## Filmografi
- 1957 – Sjutton år
- 1958 – Jazzgossen
- 1959 – Guldgrävarna
- 1959 – Fly mej en greve
- 1967 – Djungelboken
- 1975 – Gyllene år (TV-serie)
- 1976 – Hem till byn (TV-serie)
- 1979 – Koillisväylä
- 1989 – Sparvöga (TV-serie)

## Teater

### Roller
| År   | Roll | Produktion                         | Regi          | Teater            |
| ---- | ---- | ---------------------------------- | ------------- | ----------------- |
| 1975 |      | Modern (Die Mutter) Bertolt Brecht | Ove Tjernberg | Borås stadsteater |